# Believed
Believed è il terzo e per ora ultimo album del cantante e chitarrista statunitense Jamie Walters, pubblicato nel 2002.

## Tracce
1. Evilyn
2. Just Like You
3. Butter
4. Catch Me
5. 5ive
6. Better Off Dead
7. Such a Drag
8. Marooned
9. Sparkling Light
10. Wonderland
11. Superman

## Formazione
- Jamie Walters - chitarra, voce